# Servio Cornelio Cetego
Servio Cornelio Cetego (en latín, Servius Cornelius Cethegus) fue un senador romano del siglo I, miembro de la importante gens Cornelia, que desarrolló su cursus honorum bajo los imperios de Augusto y Tiberio. 

## Carrera política
En 24 fue designado consul ordinarius, para ser elegido en algún momento entre 34 y 37 procónsul de la provincia de Africa.